# Æthelhere
Æthelhere est brièvement roi d'Est-Anglie vers 653-655.
Membre de la dynastie des Wuffingas, fils d'Eni, il succède à son frère Anna, tué en combattant le roi Penda de Mercie en 653 ou 654. Il participe, probablement contraint, à l'invasion de la Northumbrie conduite par Penda et meurt au combat lors de la bataille de Winwaed, le 15 novembre 655 (ou 654). Son frère Æthelwald lui succède.

## Origines

Carte du royaume anglo-saxon d'Est-Anglie.

Après la fin de la domination romaine, la région d'Est-Anglie est occupée par un groupe nord-germanique appelé Angles. Vers l'an 600, un certain nombre de royaumes se forment dans les territoires du sud conquis par les Angles, les Saxons, les Jutes et les Frisons. La dynastie régnante en Est-Anglie est celle des Wuffingas, du nom d'un roi ancien, Wuffa. Le premier roi d'Est-Anglie connu se nomme Rædwald, et son règne dure un quart de siècle à partir des environs de l'année 599.
Æthelhere est probablement le deuxième fils d'Eni, le frère de Rædwald. Quatre des fils d'Eni sont connus avec certitude : Æthilric, père d'Ealdwulf ; Anna ; Æthelhere et Æthelwald qui lui succèdera. Les frères semblent être des chrétiens convaincus : Æthilric épouse la chrétienne Hereswith, petite-nièce du roi Edwin de Northumbrie. Anna est décrit par Bède comme un personnage proche de la sainteté et père d'une famille très religieuse, qui obtient la conversion de Cenwalh du Wessex. Quant à Æthelwald, il est le parrain de Swithhelm d'Essex pour son baptême.
Æthelere est le témoin des fortunes de la dynastie pendant et après les années de domination de Rædwald. Sous son règne, les Est-Angliens se convertissent au christianisme ; mais autour de 627, alors que son fils Eorpwald a pris sa succession, ils reviennent au paganisme. Eorpwald est assassiné par un païen peu après la succession et son baptême. Son assassin, Ricberht, dirige probablement le royaume pendant quelques années, précédant Sigeberht qui rétablit le christianisme dans le royaume et devient le premier roi d'Est-Anglie à assumer la charge de chef de l’Église.

## L'attaque du royaume de Mercie
Sigeberht abdique en faveur de son co-souverain Ecgric et se retire dans un monastère, mais peu après l'Est-Anglie est attaquée par les forces merciennes dirigées par leur roi Penda. Ecgric fait appel à Sigeberht pour qu'il vienne diriger l'armée dans la bataille contre les Merciens, mais celui-ci refuse. Il est amené de force de son monastère jusqu'au champ de bataille, mais il refuse toujours de combattre et se fait tuer en compagnie d'Ecgric, tandis que l'armée est-anglienne est détruite.
Le successeur d'Ecgric, Anna, consacre son règne à lutter contre l'influence grandissante de Penda. En 645, après que Cenwalh du Wessex a répudié sa femme qui est la sœur de Penda, ce dernier le condamne à l'exil de son royaume. Anna est suffisamment sûr de sa force pour offrir à Cenwalh refuge et protection à la cour d'Est-Anglie, où il se convertit au christianisme et retourne en 648 dans le Wessex pour le diriger comme roi chrétien. Il est probable qu'Anna lui fournit le soutien militaire nécessaire pour lui permettre de regagner son trône.
À la fin des années 640, le moine irlandais Fursey quitte l'Est-Anglie après avoir vécu un an en ermite, pour aller en Gaule. Son monastère à Cnobheresburg (parfois assimilé à Burgh Castle) reste entre les mains de son demi-frère, Foillan. En 651, peu après son départ, la menace païenne que Fursey avait prédite devient réalité lorsque Foillan et sa communauté sont expulsés par les forces de Penda et que le roi Anna, qui affronte Penda à Cnobheresburg, est condamné à l'exil.

## Règne d'Æthelhere
En 653 ou au début de 654, après qu'Anna est revenu d'exil, Penda lance une attaque militaire contre l'Est-Anglie. Les armées mercienne et est-anglienne s'affrontent à Bulcamp (près de Blythburg dans le Suffolk) : Anna et son fils sont tués, et l'armée est-anglienne subit de lourdes pertes. Æthelhere succède alors à son frère en tant que roi-client de Penda. L'historienne Barbara Yorke suggère toutefois que lui et son frère survivant Æthelwold peuvent avoir régné conjointement, car Bède évoque séparément l'un et l'autre comme le successeur d'Anna.
Le court règne d'Æthelhere, au cours duquel Brigilsus demeure évêque du diocèse de Dommoc, voit la construction du monastère de Botolph à Iken. Le site où il est implanté est situé entre Rendlesham et Sutton Hoo. Æthelhere a probablement dirigé les funérailles de son frère, dont la tombe serait située à Blythburgh,.

## La bataille de Winwæd

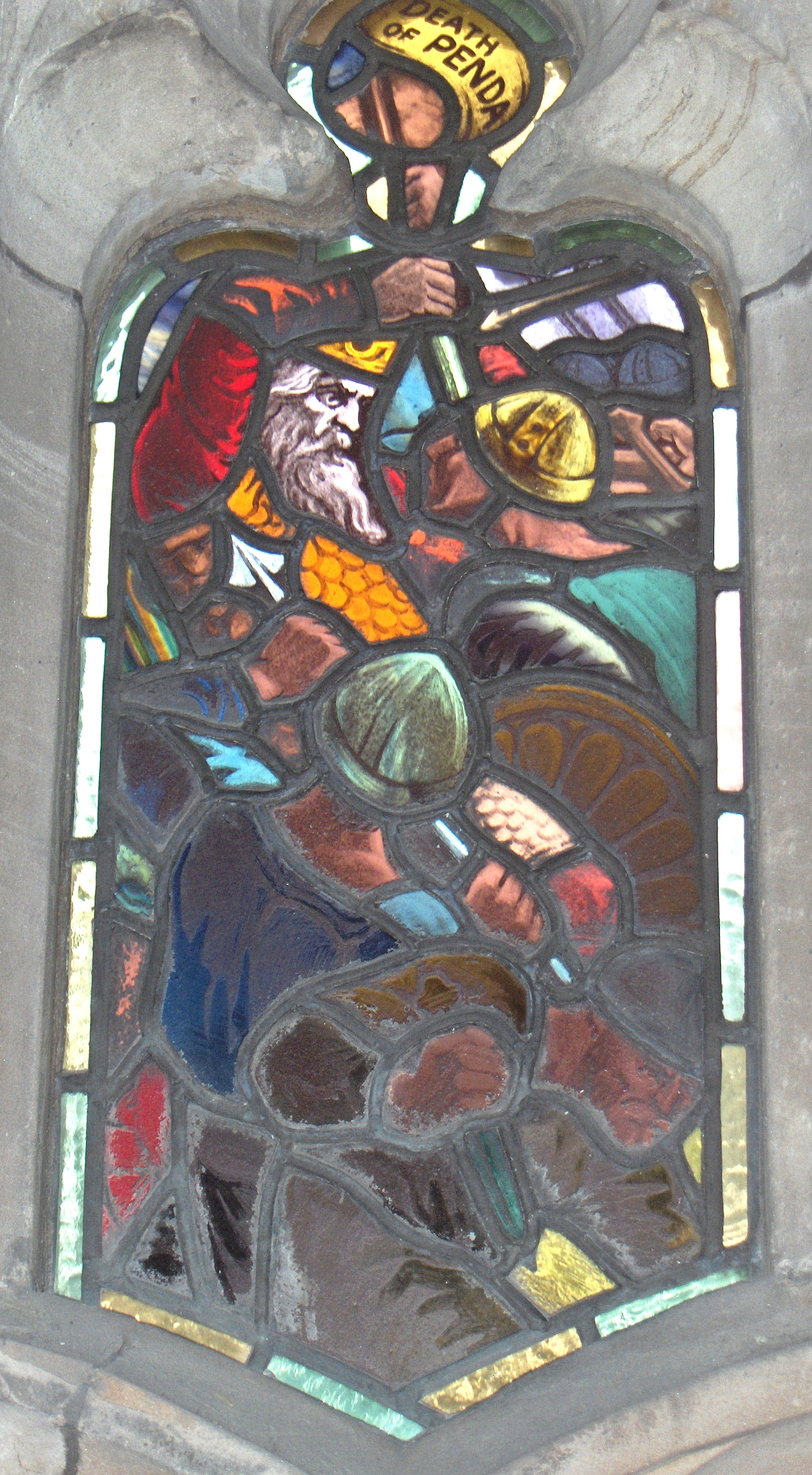
Vitrail de la cathédrale de Worcester représentant la mort de Penda.

En 655, Æthelhere s'associe à Penda pour lancer une attaque contre la Northumbrie. D'après l'historien Steven Plunkett, l'intérêt que trouve Æthelhere à changer de camp réside dans le fait qu'il détourne ainsi l'attention de Penda de l'Est-Anglie, et évite la probable destruction de son royaume. Penda envahit la Northumbrie avec une force de trente duces regii (des commandants royaux) sous son autorité, comprenant un large contingent de Bretons. Il assiège le roi Oswiu à Maes Gai, et compte bien détruire l'armée northumbrienne. Oswiu souffre d'un déséquilibre criant des forces en présence ; mais Penda perd le soutien des armées galloises du roi Cadfæl du Gwynedd, qui lèvent le camp, tandis qu'un autre allié de Penda, Œthelwald de Deira, se met en retrait du conflit.
Une grande bataille est livrée le 15 novembre 655 au bord de la rivière Winwæd, dont l'emplacement exact n'a pas pu être identifié. Les eaux de la Winwæd étaient en crue à la suite de fortes pluies. Les Northumbriens emportent la victoire, les forces merciennes sont décimées et nombre de combattants finissent noyés. Penda lui-même est tué, de même que la plupart de ses alliés, y compris Æthelhere d'Est-Anglie qui dirigeait les forces est-angliennes contre Oswiu :

« Parmi eux se trouvait Ethelhere, frère et successeur d'Anna, roi des Angles de l'Est. Il avait été à l'origine de la guerre, et était maintenant tué, ayant perdu son armée et ses alliés. »

— Bède, Historia ecclesiastica gentis Anglorum, III, Ch. 24
Bien que ce passage de Bède suggère que c'est Æthelhere qui est la cause de la guerre — auctor ipse belli — il est vraisemblable qu'une erreur de ponctuation dans des retranscriptions tardives aient brouillé le message de Bède sur ce point, et qu'il voulait en réalité indiquer la responsabilité de Penda dans cette guerre. D'après l'Historia Anglorum du XIIe siècle, les morts de cinq rois Anglo-Saxons furent vengées :

« À Winwed fut vengée la mort d'Anna,
La mort des rois Sigbert et Ecgric,
La mort des rois Oswald et Edwin. »

— Henri de Huntingdon, Historia Anglorum, livre III